# 22e Match des étoiles de la Ligue nationale de hockey
Match précédent Match suivant
Le 22e Match des étoiles de la Ligue nationale de hockey fut tenu le 21 janvier 1969 dans le domicile des Canadiens de Montréal, le Forum de Montréal. Pour ce Match des étoiles, les dirigeants de la LNH décidèrent de modifier la façon de procéder. Ainsi, comparativement aux années antérieures où les vainqueurs de la Coupe Stanley affrontaient les meilleurs joueurs de la ligue, c'est maintenant les meilleurs joueurs des deux conférences qui s'y rencontrent. Cette première se termina par une partie nulle. L'étoile de la rencontre fut remis pour la deuxième fois à Frank Mahovlich qui inscrivit deux buts. Ce match vit deux légendes du hockey se croiser derrière le banc : pour la division Ouest Scotty Bowman fait ses débuts au Match des étoiles tandis que pour l'Est, Toe Blake, prend part à son tout dernier match.

## Effectif

### Conférence de l'Ouest
- Entraîneur-chef : Scotty Bowman ; Blues de Saint-Louis.

Gardiens de buts
- 01 Glenn Hall ; Blues de Saint-Louis.
- 29 Bernard Parent ; Flyers de Philadelphie.
- 30 Jacques Plante ; Blues de Saint-Louis.

Défenseurs :
- 02 Ed Van Impe ; Flyers de Philadelphie.
- 03 Al Arbour ; Blues de Saint-Louis.
- 04 Elmer Vasko ; North Stars du Minnesota.
- 05 Doug Harvey ; Blues de Saint-Louis.
- 06 Noel Picard ; Blues de Saint-Louis.
- 15 Carol Vadnais ; Seals d'Oakland.
- 21 Bill White ; Kings de Los Angeles.

Attaquants :
- 07 Red Berenson, C ; Blues de Saint-Louis.
- 08 Danny O'Shea, C ; North Stars du Minnesota.
- 09 Bill Hicke, AD ; Seals D'Oakland.
- 10 Ted Hampson, C ; Seals d'Oakland.
- 11 Ken Schinkel, AD ; Penguins de Pittsburgh.
- 14 Jim Roberts, AD ; Blues de Saint-Louis.
- 16 Claude Larose, AD ; North Stars du Minnesota.
- 20 Ab McDonald, AG ; Blues de Saint-Louis
- 22 Danny Grant, AG ; North Stars du Minnesota.

### Conférence de l'Est
- Entraîneur-chef : Toe Blake ; Canadiens de Montréal.

Gardiens de buts :
- 01 Eddie Giacomin ; Rangers de New York.
- 30 Gerry Cheevers ; Bruins de Boston.

Défenseurs :
- 02 Bobby Orr ; Bruins de Boston.
- 03 Jean-Claude Tremblay ; Canadiens de Montréal.
- 05 Ted Harris ; Canadiens de Montréal.
- 06 Ted Green ; Bruins de Boston.
- 07 Tim Horton ; Maple Leafs de Toronto.
- 12 Pat Stapleton ; Blackhawks de Chicago.

Attaquants
- 04 Jean Béliveau, C ; Canadiens de Montréal.
- 08 Bob Nevin, AD ; Rangers de New York.
- 09 Gordie Howe, AD ; Red Wings de Détroit.
- 10 Dennis Hull, AG ; Blackhawks de Chicago.
- 11 Phil Esposito, C ; Bruins de Boston.
- 14 Norm Ullman, C ; Maple Leafs de Toronto.
- 15 Bobby Rousseau, AD ; Canadiens de Montréal.
- 16 Bobby Hull, AG ; Blackhawks de Chicago.
- 17 Rod Gilbert, AD ; Rangers de New York.
- 21 Stan Mikita, C ; Blackhawks de Chicago.
- 27 Frank Mahovlich, AG ; Red Wings de Détroit.

## Feuille de match
| No | Score            | Équipe           | Buteur (Passeur(s))              | Temps            |                  |
| Première période                                                                                        | Première période | Première période | Première période                 | Première période | Première période |
| --- | ---------------- | ---------------- | -------------------------------- | ---------------- | ---------------- |
| 1 | 1-0              | Ouest            | Berenson (Harvey - Picard)       | 4:43             |                  |
| 2 | 1-1              | Est              | Mahovlich (Rousseau - Stapleton) | 17:32            |                  |
| Pénalité : Vadnais (Ouest) trébuché 12:55                                                               |                  |                  |                                  |                  |                  |
| Deuxième période                                                                                        |                  |                  |                                  |                  |                  |
| 3 | 2-1              | Ouest            | Roberts (Berenson - Picard)      | 1:53             |                  |
| Pénalité : Horton (Est) retard du match 11:41 ; White (Ouest) retenu 17:50                              |                  |                  |                                  |                  |                  |
| Troisième période                                                                                       |                  |                  |                                  |                  |                  |
| 4 | 2-2              | Est              | Mahovlich (Harris - Gilbert)     | 3:11             |                  |
| 5 | 2-3              | Est              | Nevin (Ullman)                   | 7:20             |                  |
| 6 | 3-3              | Ouest            | Larose (Grant - O'shea)          | 17:07            |                  |
| Pénalité : White (Ouest) interférence 10:18 ; Harvey (Ouest) retenu 11:55 ; Horton (Est) trébuché 18:46 |                  |                  |                                  |                  |                  |

Gardiens :
- Ouest : Hall (1re période), Parent (2e période), Plante (3e période).
- Est : Giacomin (1re et 3e période), Cheevers (2e période).

Tirs au but :
- Ouest (27) 10 - 10 - 07
- Est (37) 12 - 10 - 15

Arbitres : John Ashley
Juges de ligne : Neil Armstrong, Matt Pavelich